# Tommy Andersson (skådespelare)
Lars Artur Tommy Andersson, född 19 november 1962 i Norrköping, död 15 oktober 2013 i Stockholm, var en svensk skådespelare.
Han gick ut Teaterhögskolan i Stockholm 1991.
Han avled i cancer.  

## Filmografi
- 1995 – Vi skulle ju bli lyckliga... (kortfilm)
- 1995 – Naken (kortfilm)
- 1996 – Istider (kortfilm)
- 1998 – Zingo
- 2000 – Livet är en schlager
- 2000 – Jalla! Jalla!
- 2000 – Rederiet (TV-serie), gästroll
- 2001 – Återkomsten (TV-serie)
- 2002 – Beck – Annonsmannen
- 2002 – Tusenbröder (TV-serie)
- 2002 – Spung (TV-serie)
- 2003 – En utflykt till månens baksida (kortfilm)
- 2003 – Norrmalmstorg
- 2004 – Strandvaskaren
- 2004 – Lilla Jönssonligan på kollo
- 2005 – Saltön (TV-serie)
- 2005 – Barn av vår tid
- 2005 – Kommissionen (TV-serie)
- 2006 – Moreno och tystnaden
- 2006 – Tjocktjuven
- 2007 – Pyramiden
- 2007 – Se upp för dårarna
- 2007 – Pappa har två familjer
- 2007 – Labyrint (TV-serie)
- 2008 – Oskyldigt dömd (TV-serie)
- 2008 – Angel
- 2010 – Himlen är oskyldigt blå
- 2011 – Maria Wern - Svart fjäril
- 2012 – Arne Dahl: De största vatten (TV-serie)
- 2012 – Den röda vargen

## Teater

### Roller (ej komplett)
| År   | Roll | Produktion                                | Regi         | Teater           |
| ---- | ---- | ----------------------------------------- | ------------ | ---------------- |
| 1990 |      | Revisorn (Ревизо́р, Revizór) Nikolaj Gogol | Ragnar Lyth  | Boulevardteatern |
| 2011 |      | Bli en dåre Kia Berglund                  | Kia Berglund | Teater Giljotin  |

### Fotnoter
1. ↑  Sveriges befolkning
1990:
Andersson, Lars Artur Tommy
2. ↑  ”Dödsannons Tommy Andersson”. https://www.familjesidan.se/cases/tommy-andersson-15550/funeral-notices. Läst 8 februari 2018.
3. ↑  ”Tommy Andersson”. Svensk Filmdatabas. http://www.sfi.se/sv/svensk-filmdatabas/Item/?type=PERSON&itemid=213839&ref=%2ftemplates%2fSwedishFilmSearchResult.aspx%3fid%3d1225%26epslanguage%3dsv%26searchword%3dtommy+andersson%26type%3dPerson%26match%3dBegin%26page%3d1%26prom%3dFalse. Läst 22 september 2012.
4. ↑  ”Avgångsklassen 1991”. Stockholms dramatiska högskola. http://www.stdh.se/vara-studenter/skadespeleri/tidigare-studenter/studenter-1990-1999/avgangsklassen-1991. Läst 24 maj 2013.
5. ↑  ”Teaterannons”. DN På stan:  s. 12. 24 februari 1990. https://arkivet.dn.se/tidning/1990-02-24/11175-53/88. Läst 11 maj 2024.
6. ↑  ”Teater Giljotin”. Bli en dåre. Arkiverad från originalet den 26 juni 2015. https://web.archive.org/web/20150626104234/http://teatergiljotin.se/myportfolio/bli-en-dare-2011/. Läst 24 juni 2015.